# Ocean Plaza
ТРЦ «Ocean Plaza» (читається як [океан плаза] або [оушен плаза]) — торгово-розважальний центр у Києві, один із найбільших в Україні, був відкритий у листопаді 2012 року, як спільний проєкт девелоперських компаній UDP та KAN Development. Концепцію інтер'єру було розроблено у співпраці з дизайнерським бюро Chapman Taylor.
Площа будівлі — 165 тис. м2, а загальна вартість будівництва сягнула $300 мільйонів. На даху розташовано пляжний комплекс «City Beach Club».
У 2021 році «Ocean Plaza» був визнаний кращим великим ТРЦ в Україні в рамках рейтингу RAU Awards.
Наразі мажоритарним власником (66,65 %) ТРЦ є держава Україна, а міноритарним (33,35 %) — українська компанія UDP.

## Дизайн та розташування
ТРЦ знаходиться на площі Либідській поруч із однойменною станцією метро.
Фасад будівлі оздоблений масивною смугою із трикутних скляних панелей, які мають синю підсвітку і нагадують хвилі на поверхні моря. Дев'ять великих світлодіодних екранів на фасаді виготовила українська компанія «ЕКТА».
Концепцію інтер'єру з фонтаном та публічним акваріумом на 350 тисяч літрів, в якому плавають екзотичні риби, було розроблено у співпраці з міжнародним дизайнерським бюро Chapman Taylor.

## Відвідуваність
2016 року ТРЦ був найпопулярнішим торговим центром Києва за показниками унікальних відвідувачів, частотою відвідування та кількістю покупок одягу.

## Використання площ
У ТРЦ «Ocean Plaza» розташовані:
- близько 300 магазинів;
- біля 30 ресторанів;
- парк атракціонів;
- 4К-кінотеатр «Сінема Сіті Київ»[11];
- паркінг на понад 1400 місць;
- літній комплекс City Beach Club площею понад 3000 м², з двома басейнами, терасою та пляжем на даху просто неба.

Комплекс «City Beach Club» вміщує до 1200 людей. У вечірній час майданчик функціонує і як кінотеатр просто неба.
Це перший пляжний комплекс в Україні на даху будівлі, він внесений до «Книги рекордів України», за найбільшу терасу і пляж на даху.
У «Ocean Plaza» було вперше в Україні представлено низку світових брендів, зокрема мережу їдалень швидкого харчування KFC.

## Історія будівництва та зміни у структурі власності
Будівництво ТРЦ почалося у квітні 2010 року, відкрито ТРЦ було у листопаді 2012-го.
Кошторис будівництва сягав $300 мільйонів, партнерами у проєкті були дві українські компанії (Ukrainian Development Partners (UDP, Київ) та «К. А. Н. Девелопмент») та московська компанія «ТПС Недвижимость», яка належить російським олігархам Ротенбергам. Одразу ж після запуску у 2012 році «ТПС Недвижимость» викупила всі права на торгово-розважальний центр.
Після 2014 року російська компанія почала намагатися продати ТРЦ, але продати частку корпоративних прав їй вдалося лише у 2019-му, коли ⅓ активу придбала українська компанія UDP, яка і будувала «Ocean Plaza» у 2010-х.  

## Націоналізація
«Ocean Plaza» перестав повноцінно працювати з початку повномасштабного вторгнення Росії в Україну — єдиним працюючим магазином залишався «Ашан», але 25 липня 2022 року було зачинено і його.
У серпні 2022 року Печерський райсуд Києва скасував арешт на будівлю ТРЦ і розморозив рахунки за винятком закордонних витратних операцій та виплати дивідендів іноземцям — суд узяв до уваги, що ТРЦ мав 350 орендарів і 7000 працівників, які забезпечують близько 3,3 млрд грн податків на рік. У той же період корпоративні права на ⅔ ТРЦ, які раніше належали російським олігархам Ротенбергам, перейшли в управління АРМА. Український власник ⅓ корпоративних прав ТРЦ «Ocean Plaza», компанія UDP ці рішення підтримала.
ТРЦ був знову відкритий у жовтні 2022 року.
В березні 2023 року ВАКС ухвалив конфіскацію активів російських олігархів Аркадія та Ігоря Ротенбергів в Україні, зокрема, було націоналізовано ТРЦ Ocean Plaza. Відповідно, дві третини ТРЦ були передані від російських власників у власність України.
В лютому 2024 року Фонд державного майна України почав процедуру приватизації державної частки ТРЦ у 66,65 %. Стартова ціна ТРЦ — 1 млрд 650 млн грн. Загалом на продаж виставлено 19 великих об’єктів.